# MIMOS
MIMOS Berhad é o Instituto Malaio de Sistemas Microeletrônicos. MIMOS é a sigla para o nome em inglês, e Berhad, ou Bhd., é o termo na Malásia para S/A. O MIMOS é uma agência estratégica sob o controle do Ministério de Ciência, Tecnologia e Inovação (MOSTI) da Malásia. A agência é hoje gerida por Dato’ Wahab Abdullah, que chegou ao cargo em julho de 2006. Sua meta é se tornar um centro de excelência em pesquisa aplicada de tecnologias de fronteira, e transformar a paisagem das indústrias da Malásia. Para atingir essa meta, a missão do MIMOS é ser pioneiro em tecnologias de informação e comunicação, para que que as indústrias locais cresçam em termos globais.